# Константин Зирјанов
Константин Георгијевич Зирјанов (рус. Константин Георгиевич Зырянов; 5. октобар 1977) руски је фудбалски тренер и бивши фудбалер. Док је био играч, наступао је на позицији везног играча.

## Успеси

### Клупски
Амкар Перм
- Друга дивизија: 1998.

Зенит
- Премијер лига Русије: 2007, 2010, 2011/12.
- Куп Русије: 2010.
- Суперкуп Русије: 2008, 2011.
- Куп УЕФА: 2007/08.
- УЕФА суперкуп: 2008.

### Репрезентативни
Русија
- Европско првенство: треће место 2008.

### Индивидуални
- Тим Европског првенства: 2008.